# Un coup, encore un coup !
Un coup, encore un coup ! (en russe : Удар! Ещё удар!) est un film soviétique de Viktor Sadovski (ru) sorti en 1968.

## Synopsis
Pendant le siège de Léningrad (1942), le club local de football fait ses premiers pas.

## Fiche technique
- Titre original : Удар! Ещё удар![1]
- Titre français : Un coup, encore un coup ![2]
- Réalisation : Viktor Sadovski (ru)
- Scénario : Léo Cassil, Viktor Aleksandrovitch Sadovski et Vladimir Kounine (ru)
- Musique : Vladlen Tchistiakov (ru)
- Décors : Boris Bourmistrov (ru)
- Costumes : L. Doudko
- Photographie : Rostislav Davydov (ru) et Aleksandr Dibrivny (ru)
- Son : Anna Volokhova (ru)
- Montage : E. Sadovskaïa, Evguenia Chkoultina
- Production : A. Tarassov
- Société de production : Lenfilm
- Pays de production :  Union soviétique
- Langue originale : russe
- Format : noir et blanc - 35 mm - mono
- Genre : comédie dans le milieu du sport
- Durée : 100 minutes
- Date de sortie : 
  - URSS : 24 juin 1968

## Distribution
Ci-dessous, toute la distribution fournie par le site « kino-teatr »
- Anatoli Abramov (ru) : Ivan Kharitonytch arbitre d'un match militaire
- Aleksandr Anissimov (ru) : Karl Ramke, joueur de l'équipe « Récifs »
- Glikeria Bogdanova-Tchesnokova : la grand-mère de Tolia Starodoub
- Sergueï Boïarski (ru) : un homme ivre coiffé d'un béret
- Iouri Boublikov (ru)
- G. Bourkhard
- Boris Bystrov (ru) : Tolia Starodoub, jeune footballeur de l'équipe « Zaria »
- Iouri  Dedovitch (ru) : Aleksandr Stogov
- Guerbert Dmitriev (ru) : Guerbert, entraîneur adjoint de l'équipe « Récifs »
- Sergueï Dvoretski : un joueur de l'équipe « Zaria »
- Leonid Yengibarov : un journaliste qui prend des photos derrière une porte
- Aleksandr Grave (ru) : Kecha Fedorine, l'ami aveugle de l'avant Tamantsev
- Galina Iatskina (ru) : Jenia Stroumilina, l'amie de Sergueï
- Mikhaïl Ivanov (ru) : un membre de la commission
- Lev Joukov : Zaraïev
- Sergueï Kachevarov
- Vladimir Kenigson : Makar Vassilievitch Khomoutaïev, président de la société Zaria
- Guerman Khovanov (ru) : un supporter
- Alekseï Kojevnikov (ru) : Motia, camarade de classe de Sergueï Tamantsev
- Boris Kokovkine (ru) : Komarov
- Viktor Korchounov (ru) : Andreï Pavlovitch Tamantsev, entraîneur de l'équipe de football de Leningrad, « Zaria »
- Viktor Kostetski (ru) : un marin
- Vladimir Kourkov : Matveïev, un camarade de classe de Sergueï Tamantsev
- Mikhaïl Ladyguine (ru) : un général
- Oskar Lind (ru) : un journaliste étranger
- Leonid Makariev (ru) : Aleksandr Aleksandrovitch Kirianov, académicien,  président du comité d'examen
- Vadim Vitoldovitch Nikitine : un marin
- Albert Petchnikov : un supporter
- Sergueï Pijel : le gardien de l'équipe « Récifs »
- Sergueï Polejaïev (ru) : un membre de la commission
- Iouri Rodionov (ru) : un camarade de classe de Sergueï Tamantsev
- Pavel Romanov (ru) : un supporter de football dans Leningrad assiégée
- Pavel Roudakov : un supporter
- Valentin Smirnitski : Sergueï Tamantsev, joueur de l'équipe « Zaria »
- Alexeï Smirnov : un chauffeur de taxi, supporter passionné de l'équipe de football « Zaria »
- Alexandre Sokolov (ru) : un supporter âgé de l'équipe « Zaria »
- Janna Soukhopolskaïa (ru) : une invitée à la fête d'anniversaire de Jenia
- Anatoli Stolbov (ru) : un correspondant
- Youri Toloubeïev : le professeur Vakhramov
- Vladimir Trechtchalov (ru) : Kostia Malkov, footballeur expulsé de l'équipe « Zaria »
- Boris Sergueïevitch Velikanov
- Iouri Ilitch Volkov : Berger, entraîneur de l'équipe « Récifs »
- Nikolaï Zasseïev-Roudenko (ru) : Vladimir Kroutiline, capitaine de Zaria

Dans la distribution figurent plusieurs authentiques joueurs de football. Ce sont :
- Viatcheslav Krotkov (ru) : un joueur de l'équipe « Zaria »
- Iouri Morozov : un joueur de l'équipe « Récifs »
- Oleg Morozov (ru) : un joueur de l'équipe « Zaria »
- Viktor Naboutov (ru) : commentateur du match
- Stanislav Zavidonov (ru) : un footballeur

Les chansons du film sont interprétées par :
- Édouard Khil
- Anatoli Koroliov (ru)

## Accueil
On a comptabilisé 26 200 000 entrées. Habituellement ce décompte est fait pour la première année d'exploitation en URSS. mais le site kino-teatr ne le précise pas.